# Melinaea agricola
Melinaea agricola är en fjärilsart som beskrevs av Hall 1935. Melinaea agricola ingår i släktet Melinaea och familjen praktfjärilar. Inga underarter finns listade i Catalogue of Life.